# Microsoft Entra ID
Microsoft Entra ID (ehemals Microsoft Azure Active Directory oder Azure AD) ist eine cloudbasierte Identitäts- und Zugriffsmanagement-Software, welche von Microsoft entwickelt und angeboten wird.
Entra ID ist die zentrale Authentifizierungs- und Zugriffsverwaltungslösung für verschiedene Microsoft-Dienste wie Microsoft 365, Dynamics 365 oder Microsoft Azure. Microsoft Cloud-Kunden sind somit automatisch Nutzer von Entra ID. Kunden können neben den Standard-Microsoft-Applikationen eigene Applikationen integrieren, um eine Single-Sign-On Funktionalität über Entra ID bereitstellen zu können.
Microsoft Entra ID ist neben Okta einer der Marktführer von Identitäts- und Zugriffverwaltungslösungen. Entra ID gehört zu Microsoft Entra.

## Geschichte
Entra ID wurde als Microsoft Azure Active Directory im Jahr 2010 erstmals eingeführt, um Identitäts- und Zugriffsverwaltungsfunktionen für Microsoft-Cloudanwendungen bereitzustellen.
Am 11. Juli 2023 kündigte Microsoft an, dass Azure AD in Entra ID umbenannt wird, um den Namenskonventionen der Microsoft-Entra-Produktfamilie zu folgen.
Der alte Name Azure Active Directory führte teilweise zu Verwirrung, da der Name suggerierte, dass Azure AD eine Cloud-Version Active Directory darstelle. Mit der Umbenennung verbesserte Microsoft die Unterscheidbarkeit. Technisch verändert sich durch die Namensänderung nichts; Entra ID wird nach wie vor über die Cloud-Computing-Plattform Microsoft Azure bereitgestellt.

## Funktionen
Microsoft Entra ID bietet verschiedene Authentifizierungsmethoden an, wie etwa passwort-basierte Anmeldung, Multi-Faktor-Authentifizierung, Chipkarte oder Anmeldung mittels Zertifikat.
Unternehmen können eigenen Applikationen oder SaaS-Produkte von Drittanbietern in Entra ID integrieren. Hierfür unterstützt Entra ID verschiedene Protokolle wie OAuth, OpenID Connect, SAML oder WS-Federation.
Im Hybridmodell kann Entra ID mittels Entra ID Connect mit lokalen Active-Directory-Instanzen verknüpft und synchronisiert werden.

### Abgrenzung zu anderen Diensten
Entra ID ist nicht zu verwechseln mit Active Directory Domain Services oder Entra ID Domain Services. Active Directory ist ein Identitäts-Verzeichnisdienst, der sich zwar mit Entra ID integrieren lässt, aber einen anderen Funktionsumfang aufweist. Entra ID Domain Services ist eine simplifizierte Cloud-Version von Active Directory.
Im Gegensatz zu den beiden anderen Microsoft-Produkten bietet Entra ID beispielsweise keine Gruppenrichtlinienverwaltung, Kerberos/NTLM-Authentifizierung oder LDAP-Unterstützung an.

## Lizenzierung
Die Grundversion von Entra ID ist in Microsoft Cloud-Produkten wie Microsoft 365, Microsoft Azure oder Dynamics 365 enthalten. Daneben können Premium-Editionen mit zusätzlichen Funktionen wie Self-Service, Identitätsschutz und erweiterten Verwaltung dazugekauft werden – wobei die Premium-Editionen bei gewissen Enterprise-Versionen von Microsoft Cloud-Produkten ebenfalls bereits inkludiert sind.

## Sicherheitsprobleme und Kritik
Im August 2023 wurde bekannt, dass es eine kritische Sicherheitslücke in Entra ID geben soll. So konnten Sicherheitsforscher angeblich auf kritische Authentifizierungsdaten einer Bank zugreifen. Obwohl das Sicherheitsproblem sofort gemeldet wurde, habe sich Microsoft mehr als 90 Tage Zeit gelassen, eine Teilbehebung zu implementieren. Amit Yoran, CEO des Sicherheitsunternehmens Tenable, bezeichnete Microsoft daraufhin als „grob unverantwortlich“.